# Тынбаево
Тынба́ево (баш. Тымбай) — деревня в Мишкинском районе Республики Башкортостан Российской Федерации. Административный центр Тынбаевского сельсовета.

## География

### Географическое положение
Расстояние до:
- районного центра (Мишкино): 43 км,
- ближайшей ж/д станции (Загородная): 112 км.

## Население
| 2002 | 2009 | 2010 |
| ---- | ---- | ---- |
| 517  | ↘462 | ↘397 |

### Национальный состав
Согласно переписи 2002 года, преобладающая национальность — марийцы (98 %).

## Известные уроженцы
- Иркабаев-Этайн, Олег Геннадьевич (род. 1955) — марийский советский и российский театральный деятель, режиссёр-постановщик.